# Matthäusfriedhof (Essen)

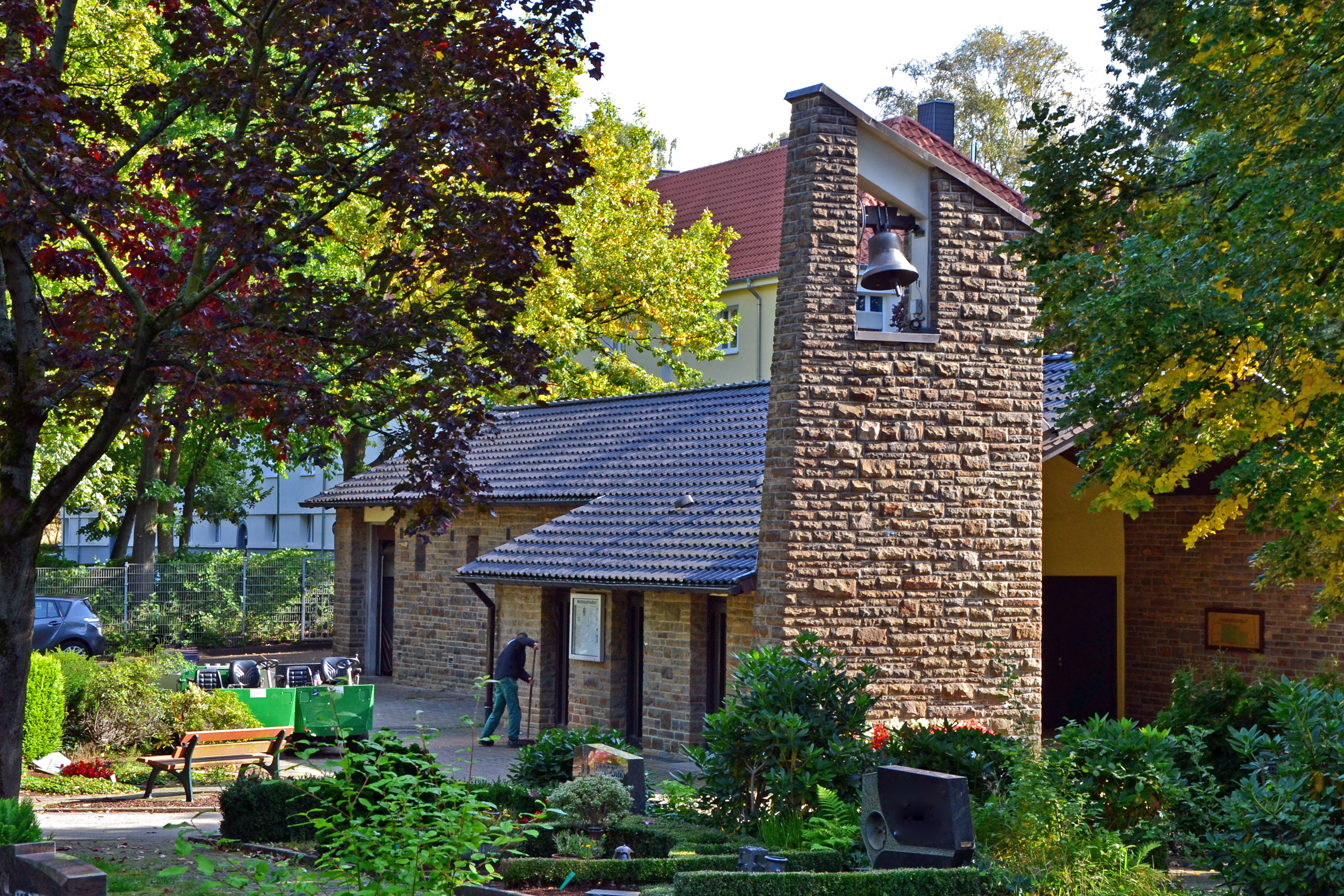
Friedhofskapelle aus den Jahren 1960/61

Der evangelische Matthäusfriedhof wurde 1859 in Borbeck eingeweiht. Borbeck wurde 1915 zur Stadt Essen eingemeindet.

## Geschichte
In den Jahren 1856 bis 1859 ließ der erste evangelische Pfarrer von Borbeck, Friedrich Georgi, den Matthäusfriedhof anlegen. Es existieren noch heute Ruhestätten aus dem 19. Jahrhundert. Südlich des Friedhofes wurde 1864 die erste evangelische Kirche Borbecks, die Matthäuskirche, eingeweiht. Sie steht seit 1995 unter Denkmalschutz.
Auf dem Matthäusfriedhof gibt es ein Kriegsgräberfeld mit einem Gedenkstein, auf dem steht: DER OPFER GEDENKEN; DEN FRIEDEN SUCHEN; GOTT ALLEIN EHREN. Auf dieser Kriegsgräberstätte ruhen 16 Kriegstote aus dem Ersten Weltkrieg und 34 Kriegstote aus dem Zweiten Weltkrieg. Darunter sind 49 Deutsche und einer aus der ehemaligen Sowjetunion.
Als die Matthäuskirche im Zweiten Weltkrieg zerstört wurde, erlitt auch der Friedhof Schäden. 1960 bis 1961 errichtete man die heutige Leichen- und Trauerhalle.
Nach dem Pfingststurm Ela am 9. Juli 2014 musste der Friedhof vorübergehend komplett geschlossen werden. Orkanartige Böen mit Starkregen verursachten durch teilweises Umstürzen des alten Baumbestandes und herabfallende Äste Schäden in Höhe von rund 30.000 Euro.

## Grabstätten
Neben mehreren Fußballspielern des Essener Vereins Rot-Weiss Essen, wie beispielsweise August Gottschalk oder Fritz Abromeit, ist auch der Bergwerksdirektor und Essener Fußballfunktionär Georg Melches hier bestattet. 
Ebenso wurde Heinz-Horst Deichmann hier beigesetzt, der aus einem Schuhmachergeschäft die nach ihm benannte Schuh-Einzelhandelskette Deichmann machte und diese zur größten in Europa entwickelte. 
Zudem gibt es hier die oben genannte Kriegsgräberstätte. 
Zu den Gräbern aus dem 19. Jahrhundert gehört das von Wilhelm aus dem Bruch († 1892), dem technischen Leiter der ehemaligen Arenbergschen AG für Bergbau und Hüttenbetriebe, die um 1920 von Rheinstahl übernommen worden war.

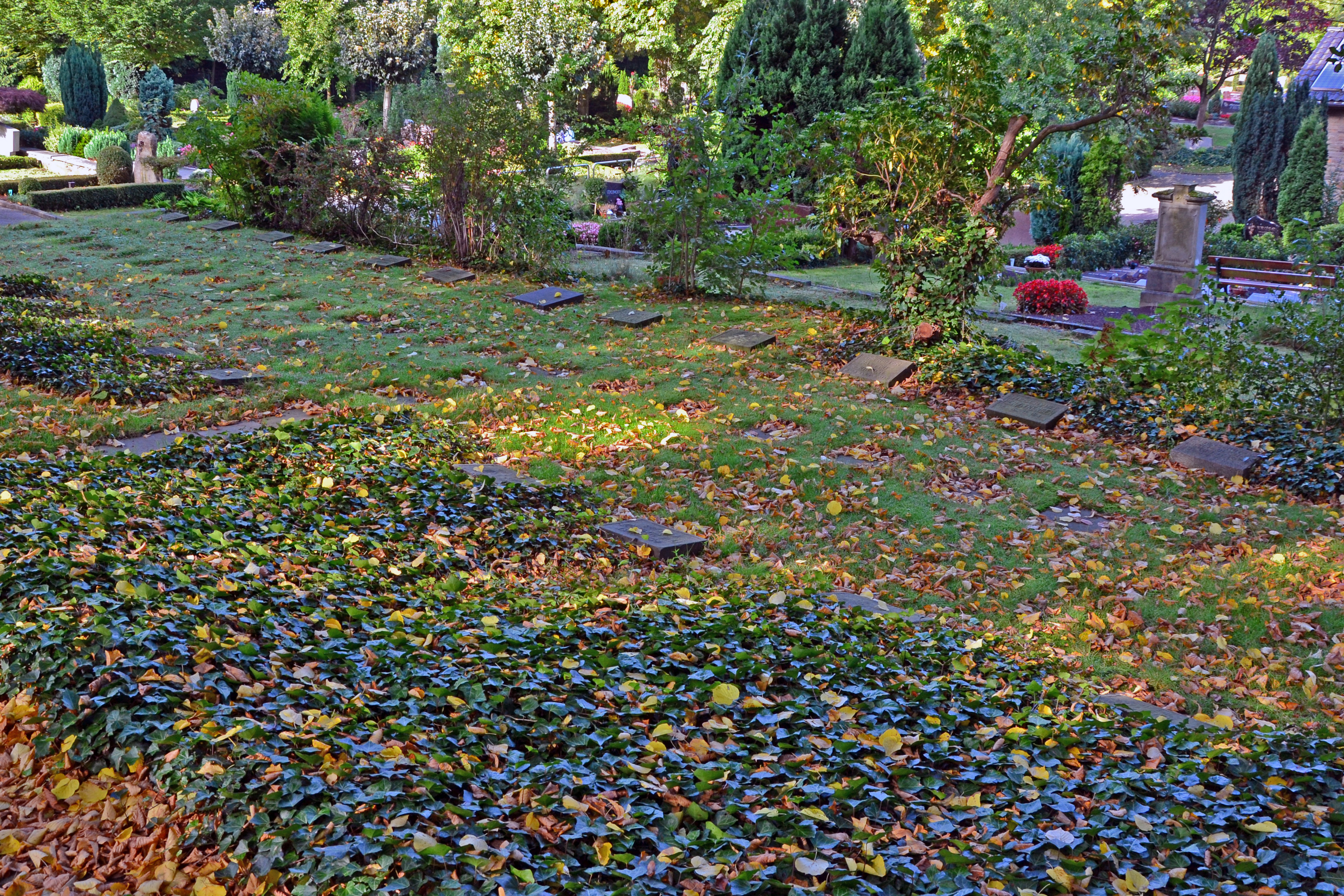
Kriegsgräberfeld
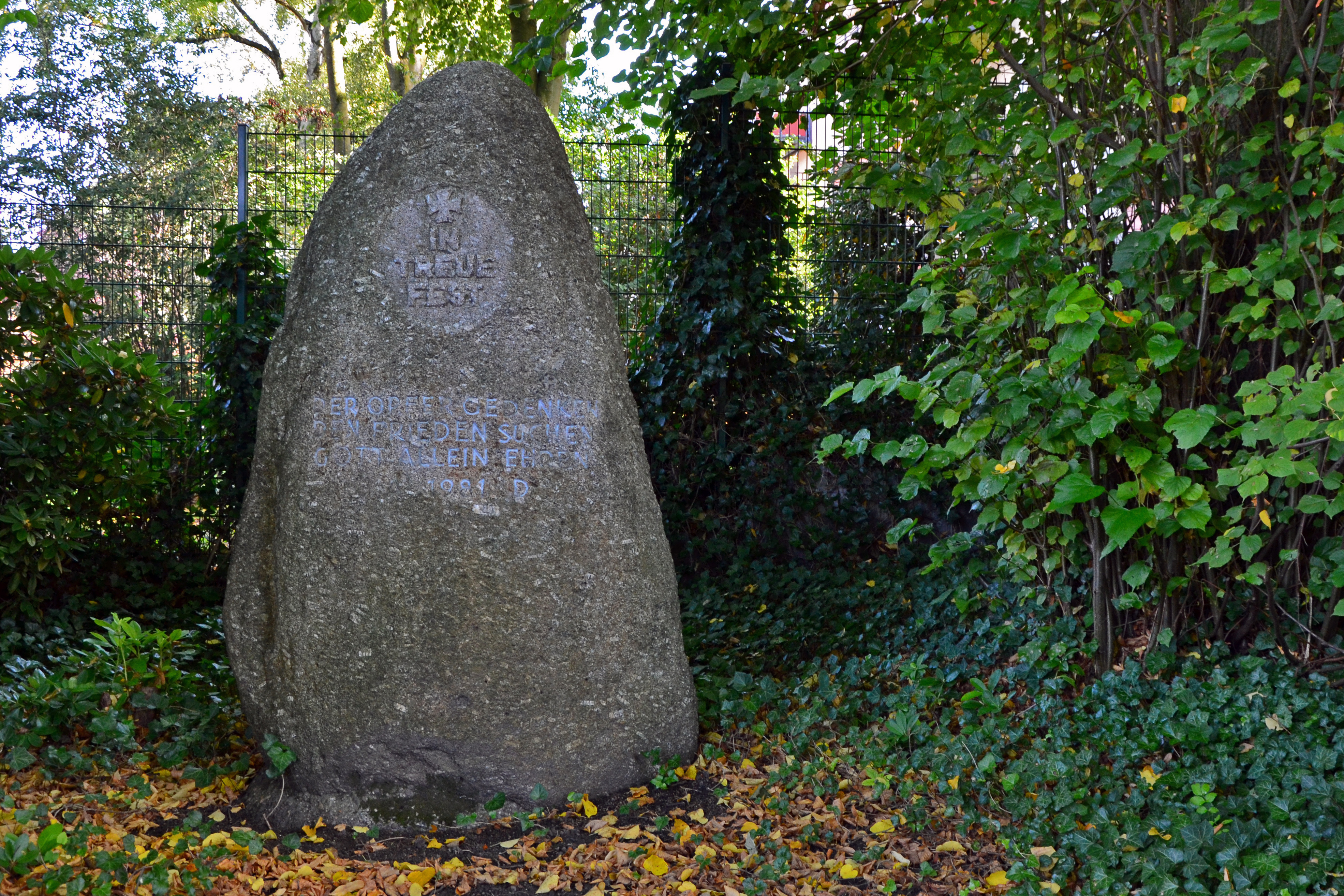
Gedenkstein
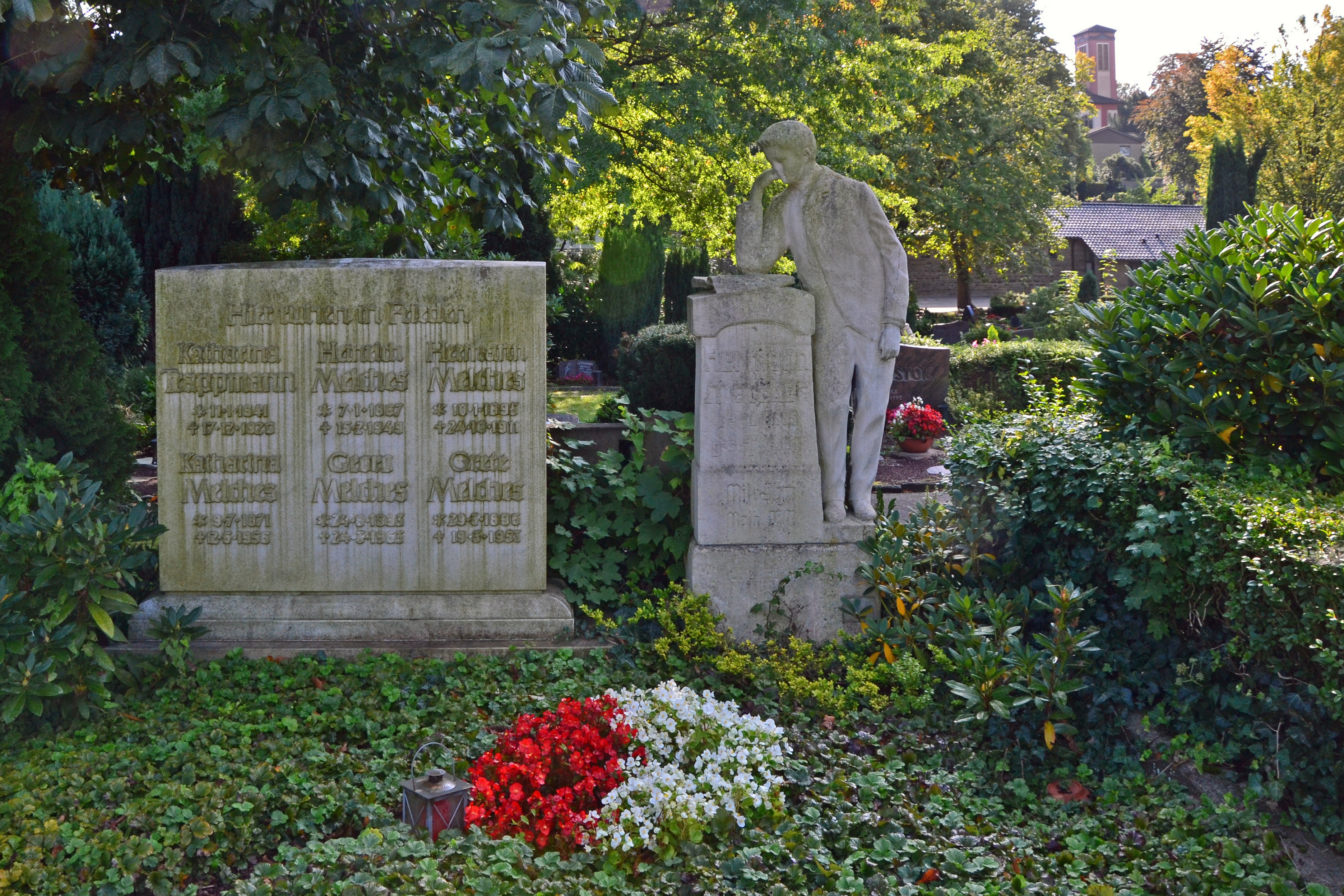
Familiengrabstätte mit Georg Melches
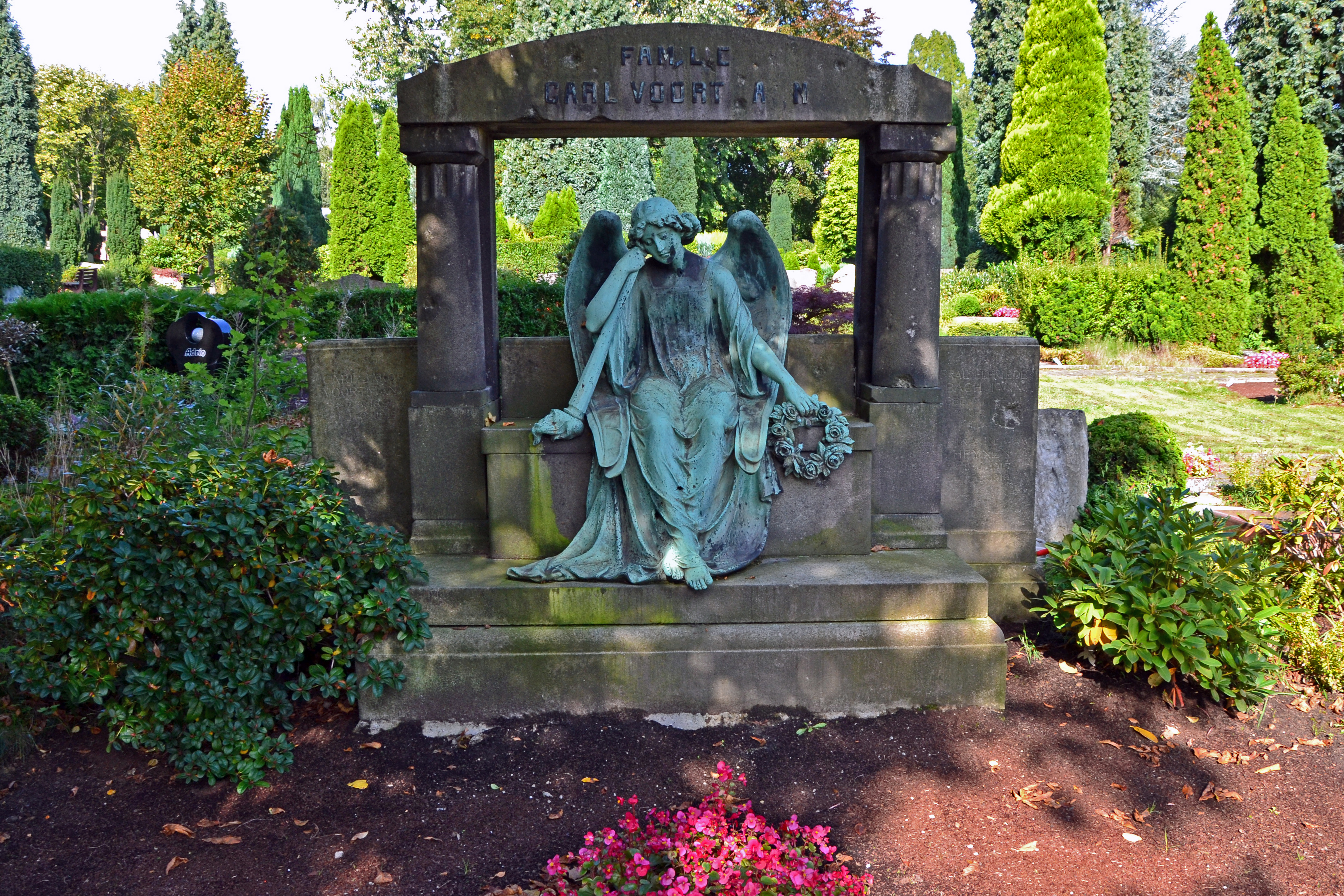
Altes Grabmal
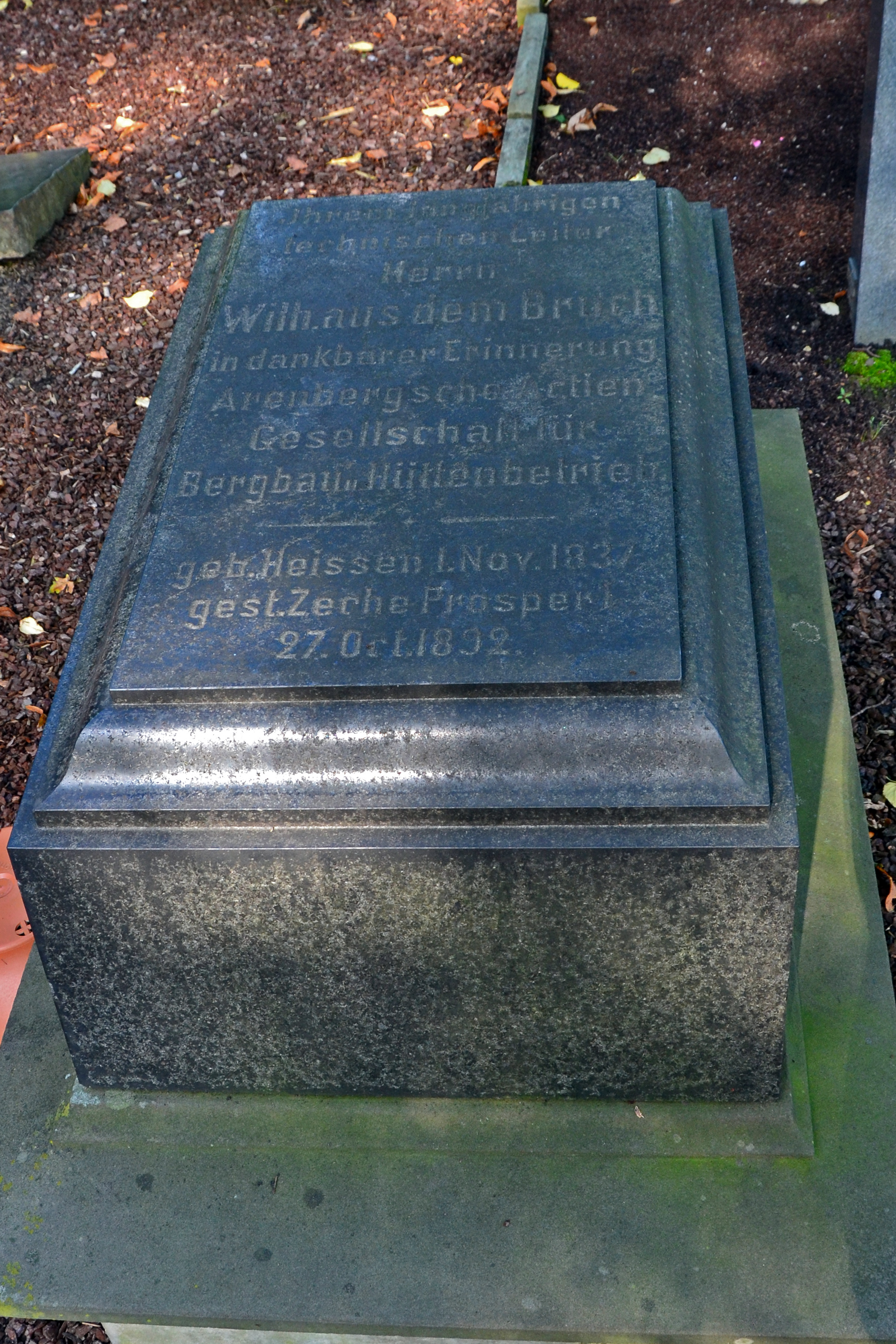
Grabstein von Wilhelm aus dem Bruch († 1892)